# Lyckliga skitar
Lyckliga skitar är en svensk dramafilm från 1970 i regi av Vilgot Sjöman och med manus av Sjöman, Bernt Lundquist och Solveig Ternström. Lundquist och Ternström spelar även två av filmens större roller.

## Om filmen
Inspelningen ägde rum mellan den 2 februari och ett okänt datum i maj 1970 i Stockholm. Producent var Göran Lindgren, fotograf Rune Ericson och kompositör Gösta Wälivaara. Filmen klipptes av Carl-Olov Skeppstedt och premiärvisades den 9 november samma år på biograf Cinema i Stockholm. Den är 96 minuter lång och i färg.
Filmen hyllades av kritiker både i Sverige och utomlands och fick motta Interfilm Awards pris 1970 och Lundquist fick även motta Chaplin-priset samma år för sin rollprestation. Filmen nominerades även vid Berlins filmfestival, men vann där inte något pris.
Filmen har visats i SVT, bland annat i augusti 2018.

## Handling
Charlie är ungkarl och lastbilschaufför och helgerna tillbringar han i bastun och på krogen. En kväll träffar han den gravida Pia och Charlie låter henne bo hos honom några dagar. Dagar blir till veckor och Charlie börjar tröttna på ungkarlslivet och kan tänka sig att bli styvfar åt barnet.
Samtidigt bestämmer sig Charlie för att delta i solidaritetsdemonstration för Kuba. Han lånar en lastbil från sitt arbete, men när chefen får reda på detta får han sparken. Han återvänder hem och upptäcker att Pia har åkt till BB för att föda barn. Väl där finner Charlie en annan man stående vid Pias säng: Lennart, barnets far.

## Rollista
- Bernt Lundquist – Karl-Inge "Charlie" Svensson
- Solveig Ternström	– Pia
- Tomas Bolme – PV
- Inger Liljefors – Anita
- Christer Boustedt – Krille
- Lasse Werner – Lasse
- Gösta Wälivaara – Gösta
- Janne Carlsson – Janne
- Bertil Norström – Hansson, Charlies chef
- Olle Andersson – kamrer
- Janet Pettersson – "Taxen"
- Jan Nygren – Lennart på patentverket, far till Pias barn
- Lilian Johansson	– "Ärtan", bunny
- Lisbeth Zachrisson – bunny
- Marianne Sydow – bunny
- Gunilla Iwansson – bunny
- Mona Seilitz – bunny
- Pia Kornewall	– bunny
- Sven Wernström – deltagare i paneldiskussion
- Pierre Schori – deltagare i paneldiskussion
- Stig Helling – deltagare i paneldiskussion
- Arne Stivell – spydig gäst
- Sven Björling – taxichaufför
- Gun Grip – chefens fru
- Olle Ljungberg – medlem i gatuteater
- Claes Carlsson – medlem i gatuteater
- John Rawley – medlem i gatuteater
- Tom Zachariasson – medlem i gatuteater
- Susanne Sundberg – medlem i gatuteater
- Rebecca Pawlo – flicka med flygblad
- Ingvar Lagergren – jobbarkompis
- Ted Åström – kille på Kubamötet
- Marie-Louise De Geer Bergenstråhle – demonstrationsdeltagare
- Håkan Alexandersson – demonstrationsdeltagare
- Carl Johan De Geer – demonstrationsdeltagare
- Per Kågeson – demonstrationsdeltagare

## DVD
Filmen gavs ut på DVD 2009.